# Kembuthagere, Malavalli
Kembuthagere là một làng thuộc tehsil Malavalli, huyện Mandya, bang Karnataka, Ấn Độ.